# Gabrielle Drake
Gabrielle Drake (født 30. marts 1944) er en britisk skuespillerinde, som blev født i Lahore i Britisk Indien (nu Pakistan), og som har boet i flere lande i det fjerne østen (bl.a. i Burma, hvor hendes bror, musikeren Nick Drake, blev født).
Selv om Gabrielle Drake er en klassisk skolet skuespiller, der har spillet mange roller fra Shakespeares stykker, er hun nok mest kendt for rollen som Lt. Gay Ellis i science fiction-TV-serien UFO. I serien arbejder Lt. Gay Ellis på månebasen, som var jordens første forsvarslinje mod invaderende ufoer. De kostumer, Drake og medskuespillerne var iført, inkluderede grå «catsuits» og lilla parykker (grunden dertil blev aldrig forklaret i serien). 
Selv om hun er blandt de bedst huskede skuespillere fra serien, har hun kun været med i omtrent halvdelen af de 26 episoder, som blev produceret. Hun forlod serien midtvejs for at prøve lykken andre steder. Af de film, hun har medvirket i, er de mest kendte: There's a Girl in My Soup med Peter Sellers, Au Pair Girls og en fjernsynsfilmatisering af The Importance of Being Earnest.
Hun har også været med i flere britiske TV-serier, blandt andet Coronation Street, The Brothers, The Avengers, The Kelly Monteith Show og Crossroads. Efter fjernsynskarrieren har Drake mest spillet roller på teatret og har kun optrådt på fjernsyn af og til.